# Bad Tölz
Bad Tölz (Lázně Tölz) je německé město ležící ve spolkové zemi Bavorsko na řece Isar, obývá jej přibližně 19 tisíc obyvatel. Za druhé světové války tady byla velká vojenská kasárna a důstojnická škola.

## Historie
První písemná zmínka pochází z roku 1155, v roce 1331 Tölz dostal trhové právo. V roce 1453 bylo město včetně místního hradu zničeno velkým požárem a bylo obnoveno už jako kamenné. Od 19. století se datuje rozvoj turistického ruchu, spojený s léčivými jódovými prameny, čistým vzduchem a blízkostí Alp. Od roku 1899 se název města uvádí s lázeňským přídomkem.

### Pamětihodnosti
Dominantou je gotický kostel Nanebevzetí Panny Marie.

## Sport
Místním sportem číslo jedna je lední hokej, klub EC Bad Tölz byl v letech 1962 a 1966 mistrem NSR. Ve zdejší hale se konalo juniorské mistrovství Evropy v letech 1969 a 1984.

## Kultura
Ve městě a okolí se odehrává detektivní televizní seriál Big Ben.
Thomas Mann jezdil do města na letní byt.

## Partnerská města
- Vichy, Francie